# 복풀거미
복풀거미(학명: Agelena choi)는 거미목 가게거미과 풀거미속에 속하는 한국 고유의 거미로, 한국에 널리 분포한다.